# St. Filippen

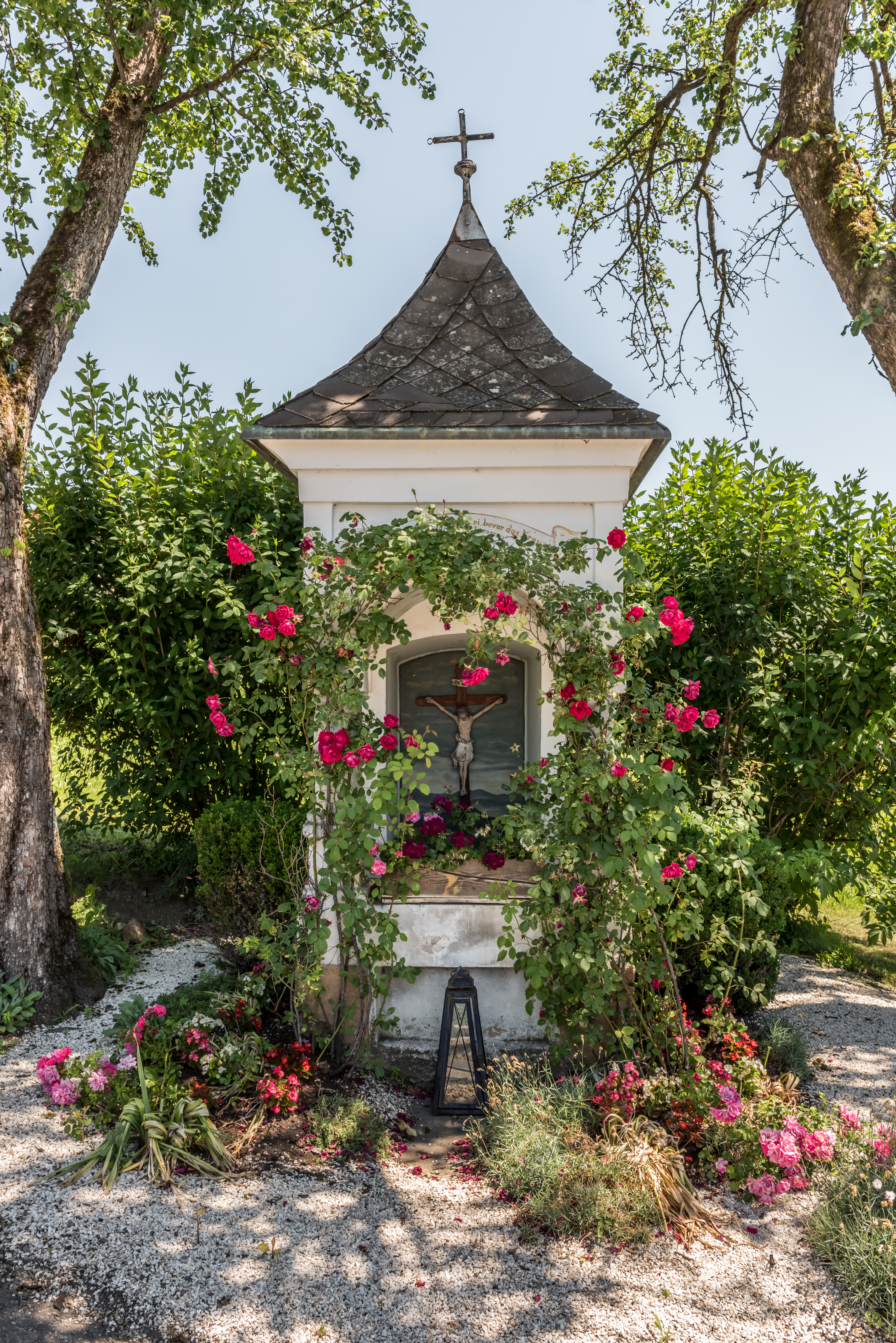
Streicher Bildstock, erbaut durch Michael Kurath

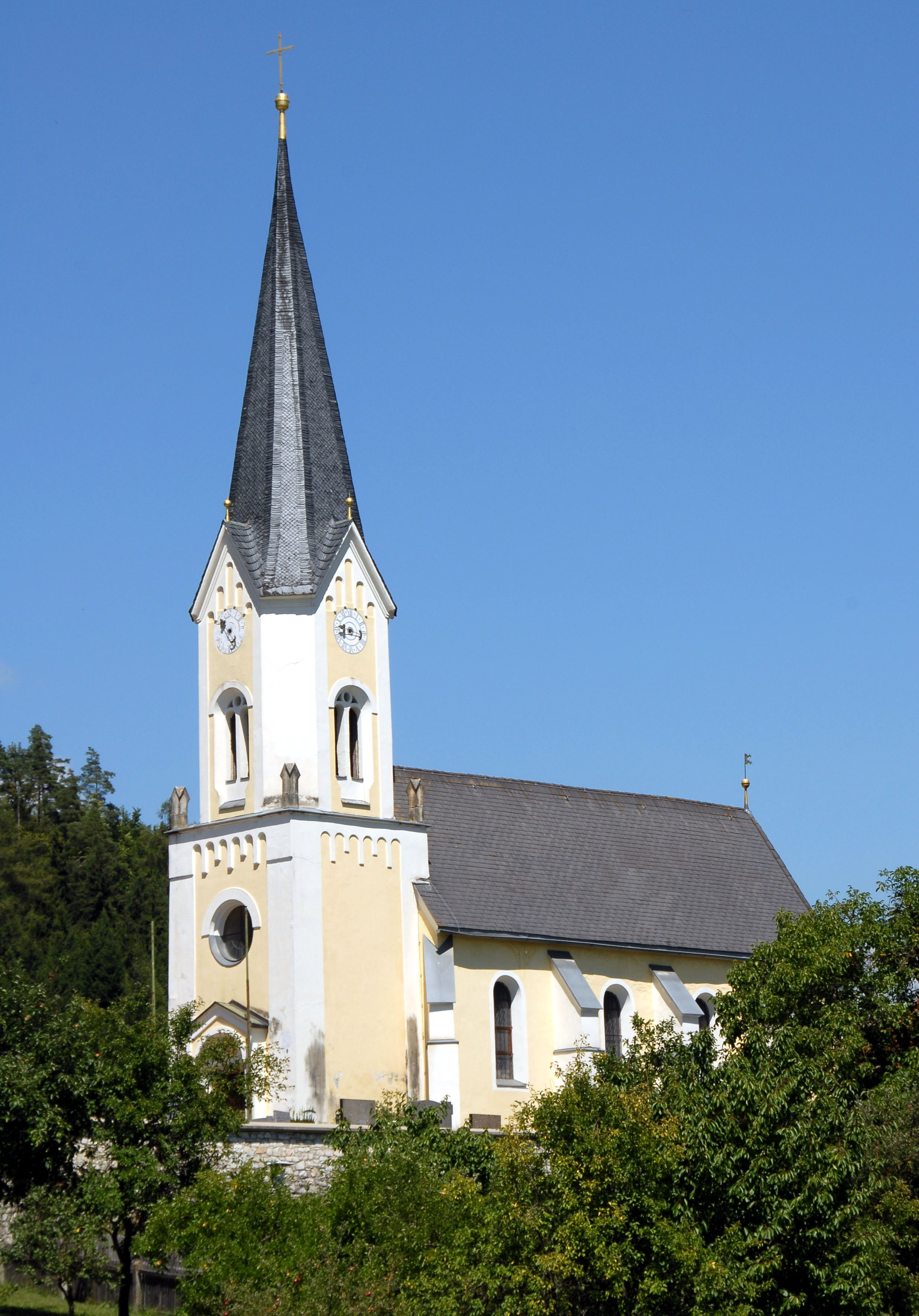
Pfarrkirche St. Filippen

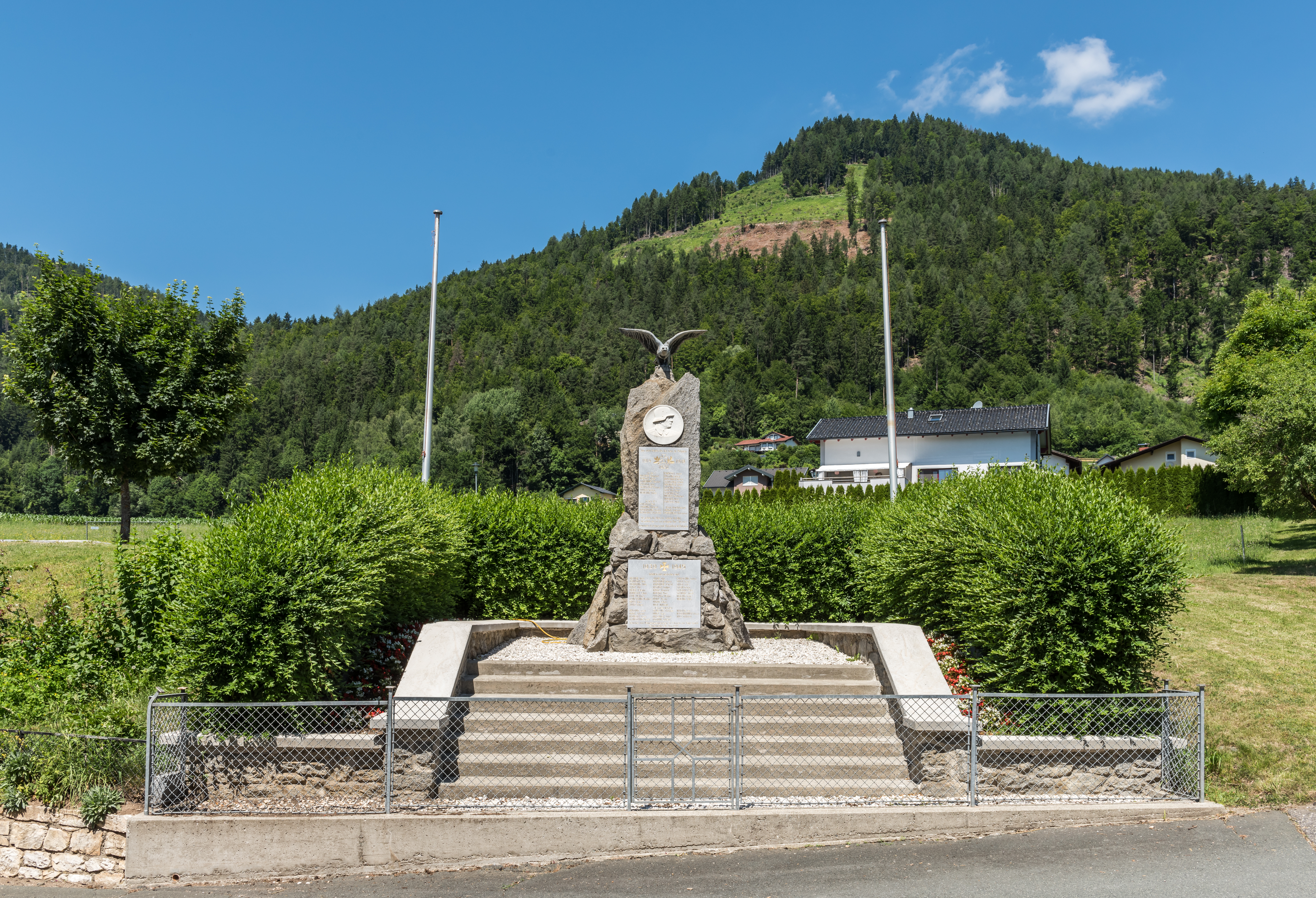
Kriegerdenkmal zur Erinnerung an die Gefallenen des 1. und 2. Weltkriegs

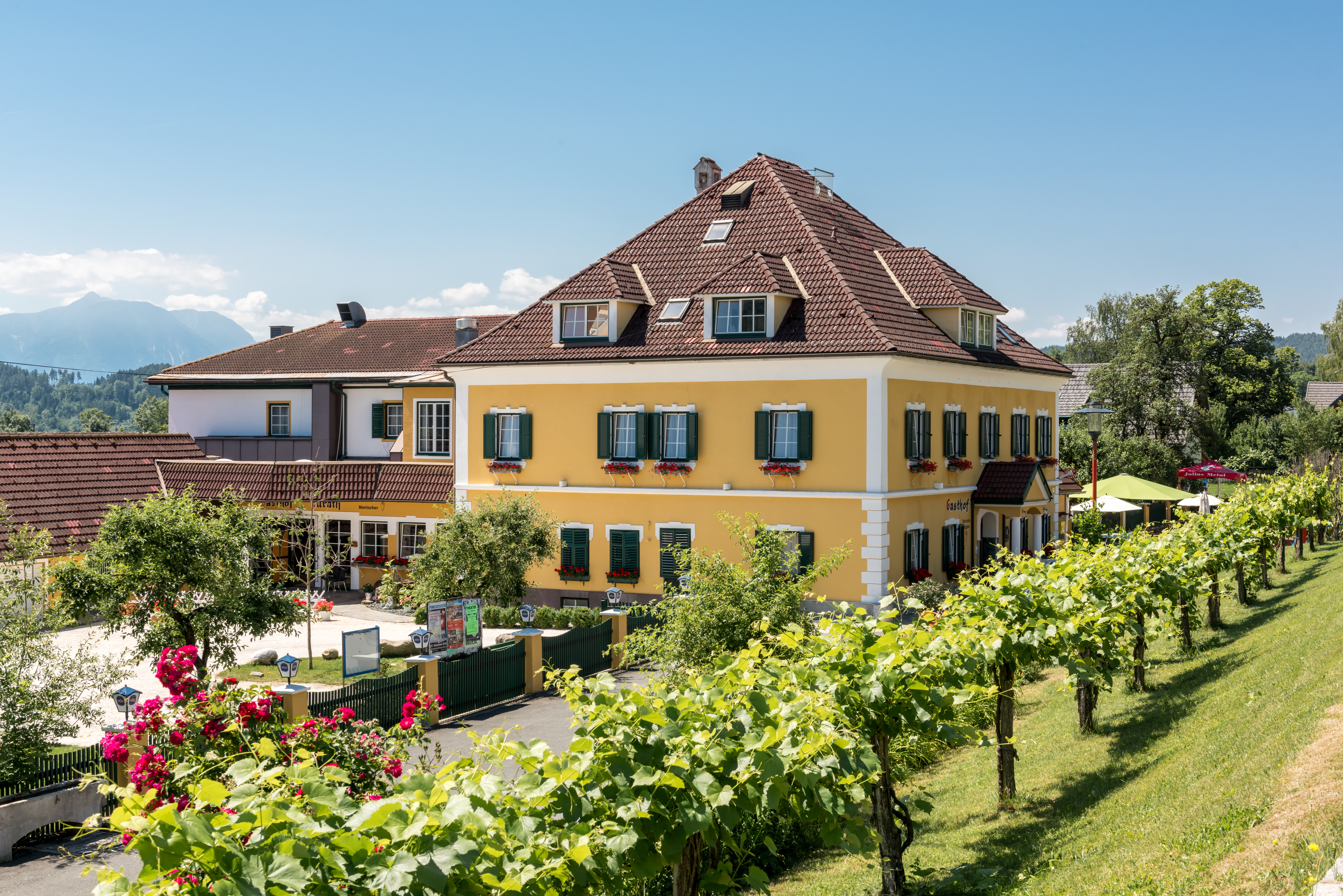
Gasthof Kurath

St. Filippen (slow: Šentlipš; ehemals St. Filippen ob Reinegg) ist eine Ortschaft der Marktgemeinde Brückl im Bezirk Sankt Veit an der Glan in Kärnten. Die Bevölkerungsanzahl betrug am 1. Jänner 2024 291 Personen.

## Name
Der Ort wird als sanctus Philippus erstmals 1096 erwähnt. Der Beiname St. Filippen ob Reinegg verweist auf die ehemalige Burg Reinegg, eine Höhlenburg, die gut vier Kilometer nordöstlich der Ortschaft, heute im Bereich der Gemeinde Völkermarkt, lag.

## Lage
Die Ortschaft liegt am südöstlichen Rand des Bezirks Sankt Veit an der Glan, im Südwesten der Gemeinde Brückl, auf dem Gebiet der Katastralgemeinde St. Filippen. Der Ort liegt im Nordosten des Klagenfurter Felds, rechtsseitig der Gurk am Fuße des Christofbergs. Durch die Ortschaft führt die Görtschitztal Straße B92.

## Geschichte
Auf dem Gebiet der Steuergemeinde St. Filippen liegend, gehörte der Ort in der ersten Hälfte des 19. Jahrhunderts zum Steuerbezirk Osterwitz. Bei Gründung der Ortsgemeinden 1850 wurde St. Filippen Hauptort der Gemeinde St. Filippen. Seit 1865 gehört der Ort zur Gemeinde Brückl.
Ein Unwetter im Sommer 2017 führte zu Überschwemmungen des Salzbaches im Ortsgebiet von St. Filippen. Seit 2019 wird ein Hochwasserschutzprojekt um 2,1 Millionen Euro umgesetzt.

## Bevölkerungsentwicklung
Für die Ortschaft ermittelte man folgende Einwohnerzahlen:
- 1869: 26 Häuser, 214 Einwohner[5]
- 1880: 26 Häuser, 209 Einwohner[6]
- 1890: 27 Häuser, 195 Einwohner[7]
- 1900: 29 Häuser, 217 Einwohner[8]
- 1910: 30 Häuser, 200 Einwohner[9]
- 1923: 29 Häuser, 201 Einwohner[10]
- 1934: 211 Einwohner[11]
- 1961: 40 Häuser, 190 Einwohner[12]
- 2001: 108 Gebäude (davon 99 mit Hauptwohnsitz) mit 119 Wohnungen; 326 Einwohner und 15 Nebenwohnsitzfälle; 120 Haushalte; 8 Arbeitsstätten, 21 land- und forstwirtschaftliche Betriebe[13]
- 2011: 116 Gebäude, 319 Einwohner, 138 Haushalte, 13 Arbeitsstätten[14]
- 2021: 119 Gebäude, 295 Einwohner, 135 Haushalte, 22 Arbeitsstätten[15]

## Kultur und Sehenswürdigkeiten

### Baudenkmäler
- Die katholische Pfarrkirche Hll. Philippus und Jakobus ist eine spätgotische, 1528 geweihte Kirche. Ein Vorgängerbau wurde erstmals zwischen 1096 und 1105 urkundlich erwähnt. Im Jahr 1862 wurde neben anderen baulichen Veränderungen die Errichtung des Westturms vorgenommen.[16]
- Friedhof mit Friedhofskapelle[17]
- Kriegerdenkmal der Gefallenen des Kärntner Abwehrkampfes, des 1. Weltkrieges sowie des 2. Weltkrieges[18]

### Vereine
- Freiwillige Feuerwehr St. Filippen[19]
- MGV St. Filippen ob Reinegg
- Jagdverein Landschaden
- Kärntner See-Bergteifl
- MC Horny and the Bees
- Pfarrgemeinderat St. Filippen ob Reinegg

### Infrastruktur
- Die Ortschaft hat zwei Gasthäuser, das Gasthaus Valente vulgo Toff und den Gasthof Kurath. Der Gasthof Kurath bestand ursprünglich aus zwei Gaststätten, dem Gasthof Streicher und dem Gasthof Kramer, die später von Michael Kurath senior fusioniert wurden.
- Die ehemalige Volksschule dient bei Wahlen als Wahllokal.
- Durch die Ortschaft führt die Görtschitztal Bundesstraße, von der mitten im Ort eine Gemeindestraße nach Westen auf den Christofberg abzweigt.
- Der Nahversorger der Ortschaft mit Namen „Pflegerle“ wurde Ende des 20. Jahrhunderts aufgelöst.

### Dorfleben
Das dörfliche Kulturleben wird durch den Pfarrgemeinderat belebt, sodass mit einer Marterl-Restaurierungsaktion im Jahre 2017 neun Bildstöcke und Kreuze präsentiert wurden. Er veranstaltet zwei Feste jährlich, das Pfarrfest und eine frühweihnachtliche Veranstaltung.
Eine weitere Traditionsveranstaltung des Ortes bildet der Fasching, bei dem ein Umzug durch die Ortschaft stattfindet, welche beim Gasthof Kurath ihr Ende findet. In diesem Rahmen wird jährlich der Maskenball der Feuerwehr St. Filippen veranstaltet. Die Feuerwehr, die sich 2011 zur „Superwehr 2011“ küren lassen konnte, veranstaltet jährlich auch das Maibaumaufstellen und einen Tag der offenen Tür.
Alle 3 Jahre veranstaltet der Jagdverein Landschaden den Jägerball in St. Filippen.
Im Rahmen der 900-Jahr-Feier wurde ein Buch zur Geschichte St. Filippens erstellt.

## Persönlichkeiten
- Karl Kurath (* 1967) Unternehmer und Forstwirt, Träger des großen Ehrenzeichens des Landes Kärnten[21]
- Wilhelm Korak (* 1974), Politiker
- Leo Murer (1940–1996), Musiker und Komponist[22]
- Wilhelm Krek (1962–2018), Wissenschaftler auf dem Gebiet der Tumorforschung, 2001 Dr. Josef Steiner Krebsforschungspreis[23]
- Sonja Wogrin (* 1985), Wissenschaftlerin auf dem Gebiet Elektrizitätssysteme und Elektrotechnik, 2023 Starting Grant des europäischen Forschungsrats